# Regong

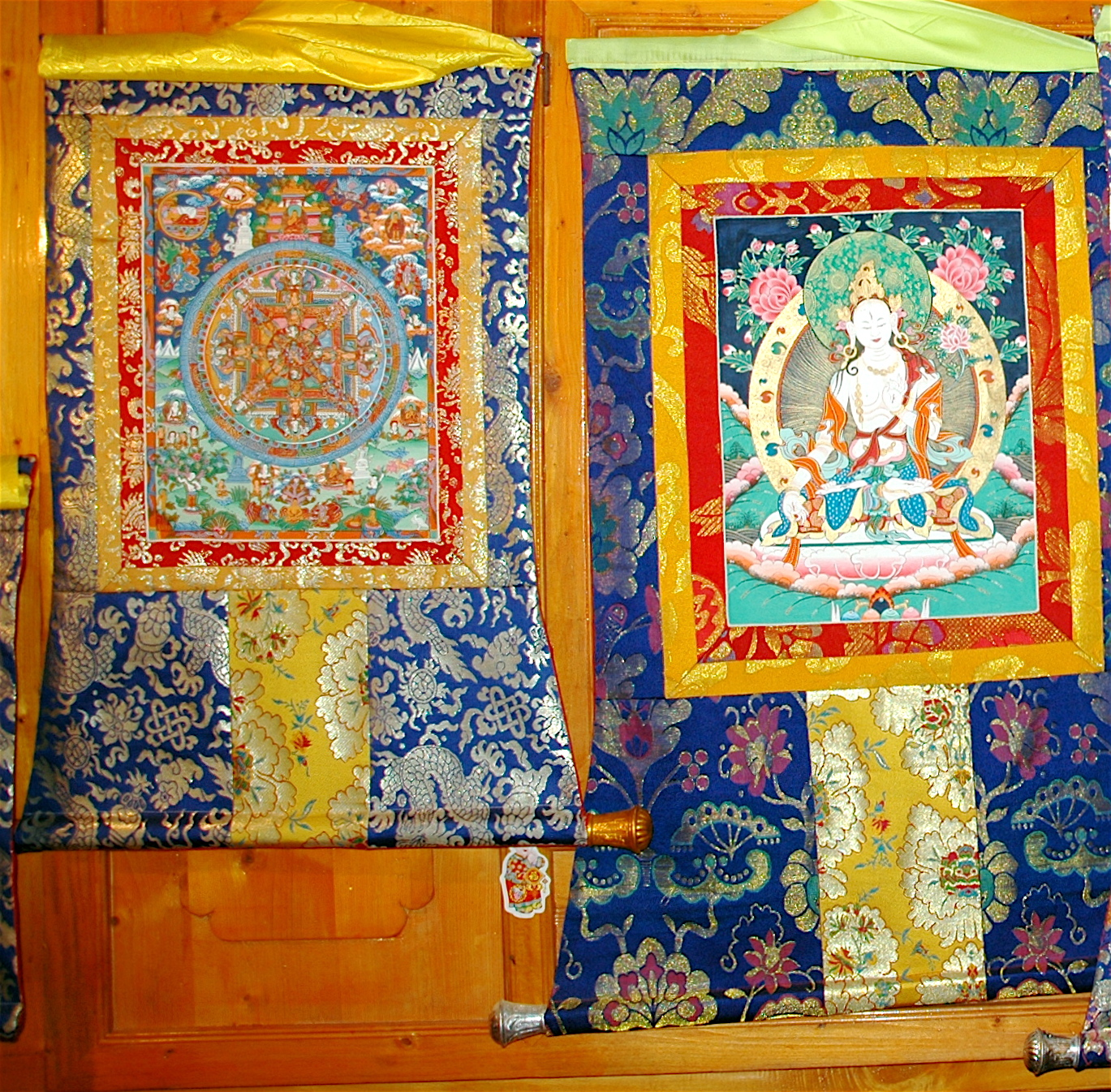
Thanka-schilderingen

Regong is kunst in kloosters en dorpen langs de Longwu-rivier in west China. 

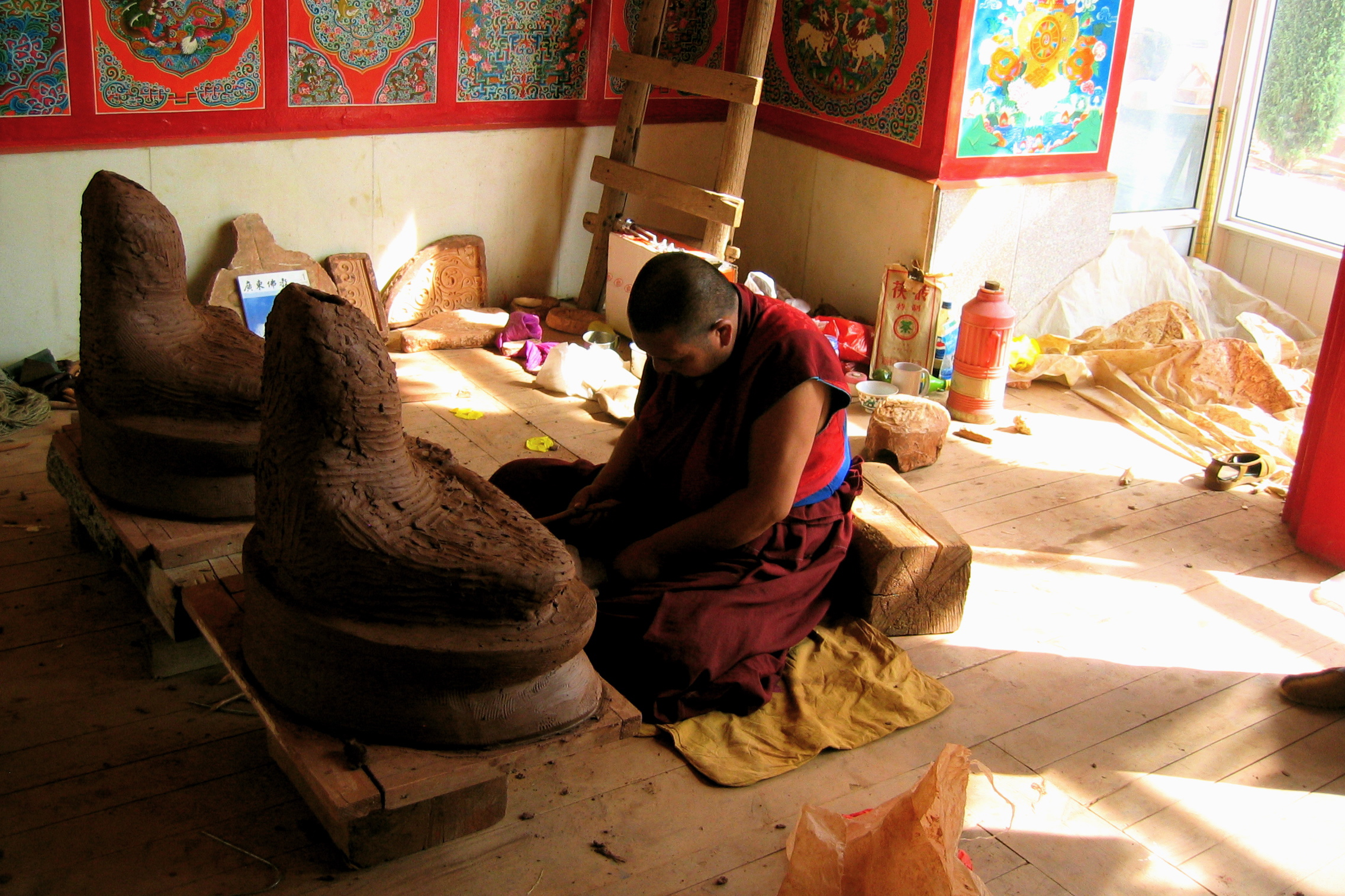
Beeldhouwende boeddhistische monnik in het Wutunklooster bij de Longwu-rivier (met op de achtergrond Thanka-schilderingen)

Boeddhistische monniken en volksartiesten uit Tibet en Tu schilderen thangka en muurschilderingen, maken barbola (patchwork) en beeldhouwen;
- Bij Thangka, de kunst van het schilderen van religieuze scrollen, wordt een speciale kwast gebruikt om de natuurlijke verfstoffen op de stof aan te brengen (op patronen aangebracht in houtskool).
- Bij Barbola worden planten- en dierenmotieven uit zijde geknipt.
- Er wordt gebeeldhouwd met hout, klei, steen en baksteen.

Regong beïnvloedt kunst in geheel zuidoost Azië.